# Protaetia maxwelli
Protaetia (Macroprotaetia) maxwelli – gatunek chrząszcza z rodziny poświętnikowatych i podrodziny kruszczycowatych.
Gatunek ten został opisany w 2011 roku przez Stanislava Jákla.
Ciało długości od 24,8 do 27,1 mm, owalne, ciemnotrawiastozielone, całkowicie ciemnozielono omszone. Przedplecze o krawędziach bocznych w tylnej połowie prostych, grubiej i gęściej punktowane niż u P. milani. Pokrywy o przyszwowym żeberku wystającym za wierzchołek i ostro zakończonym. U samca golenie przedniej pary odnóży z dwoma lub jednym ząbkiem. Paramery mają wewnętrzne części o bokach u wierzchołka prawie równoległych i smuklejszych niż u P. milani.
Chrząszcz orientalny, znany wyłącznie z indonezyjskiej wyspy Nias.